# 豫宁郡
豫宁郡，中国古代的郡。
南朝陈永定三年（559年）置，治所在豫宁县（今江西省武宁县西）。辖艾县、永修、建昌、新吴、豫宁五县。辖境相当今江西省武宁县一带。隋朝开皇九年（589年）废。